# USS LST-608
O USS LST-608 foi um navio de guerra norte-americano da classe LST que operou durante a Segunda Guerra Mundial.